# Totál Dráma Világturné
A Totál Dráma Világturné a Totál Dráma-sorozat 2010 és 2011 között bemutatott harmadik évada (26 rész), amelyben az eddigiek közül 15, valamint 2 (3) új versenyző vesz részt. A versenyzők a világ körül utaznak egy óriási repülőgéppel, amelyet a Séf vezet. A próbák a világ nevezetes helyein vannak. Köztük Egyiptomban, New Yorkban és Japánban. A versenyzők az első két évadban megszokott mályvacukor és Arany-Chris-díj helyett hányózacskóban mogyorót kapnak. A repülőgépen van a vallató kamra és a kiszavazás is. Magyarországon 2010. szeptember 9-én este 7-kor volt az első rész premierje.

## Szereplők

### Műsorvezetők
- Chris – Renácz Zoltán
- Chef (repülőgép-pilóta, szakács) – Kapácsy Miklós

### Diadalcsapat
- LeShawna – Pikali Gerda
- Bridgette – Németh Kriszta
- Lindsay – Dögei Éva
- Ezekiel – Harcsik Róbert
- DJ – Gáspár András
- Harold – Molnár Levente

### Amazoncsapat
- Heather – Dudás Eszter
- Courtney – Solecki Janka
- Gwen – Agócs Judit
- Sierra – Kerekes Andrea
- Cody – Halasi Dániel

### Nagyon-nagyon-nagyon király Chris csapata
- Alejandro – Honti Molnár Gábor
- Tyler – Joó Gábor
- Duncan – Varga Gábor
- Izzy – Bogdányi Titanilla
- Noah – Markovics Tamás
- Owen – Haagen Imre

### Csapaton kívül
- Blaineley – Kiss Virág
- Geoff – Posta Victor

### Játékon kívül
- Eva – Oláh Orsolya
- Katy – Molnár Ilona
- Sadie – Hámori Eszter
- Justin – Pál Tamás
- Beth – Pupos Tímea
- Trent – Vári Attila

## Epizódok
| Bemutató dátuma | #  | Angol cím                                  | Betétdal                                 | Utolsó zacskó mogyoró                 | Kieső                 | Nézettség (4-14) (ezer) |
| --------------- | -- | ------------------------------------------ | ---------------------------------------- | ------------------------------------- | --------------------- | ----------------------- |
|                 |    |                                            |                                          |                                       |                       |                         |
| HARMADIK ÉVAD   |    |                                            |                                          |                                       |                       |                         |
|                 |    |                                            |                                          |                                       |                       |                         |
| 2010.09.09.     | 01 | Walk Like an Egyptian                      | Jöjj, szállj velünk!                     |                                       | Duncan (először)      |                         |
| 2010.09.16.     | 02 | Walk Like an Egyptian                      | Ez szerelem!; Most veszekedj!            | Ezekiel x DJ                          | Ezekiel               | 44                      |
|                 |    |                                            |                                          |                                       |                       |                         |
| 2010.09.23.     | 03 | Super Crazy Happy Fun Time in Japan        | Mielőtt meghalunk                        | DJ x Harold                           | Harold                | 46                      |
|                 |    |                                            |                                          |                                       |                       |                         |
| 2010.09.30.     | 04 | Anything Yukon Do, I Can Do Better         | Nézd, odaragadt!                         | DJ x Bridgette                        | Bridgette             | 45                      |
|                 |    |                                            |                                          |                                       |                       |                         |
| 2010.10.07.     | 05 | Broadway, Baby                             | Mondd mi a gáz                           |                                       |                       |                         |
|                 |    |                                            |                                          |                                       |                       |                         |
| 2010.10.14.     | 06 | Aftermath I: Bridgette Over Troubled Water | Kicsim; Úgy bánom!                       |                                       |                       | 38                      |
|                 |    |                                            |                                          |                                       |                       |                         |
| 2010.10.21.     | 07 | Slap Slap Revolution                       | Eine Kleine                              | DJ x LeShawna                         | LeShawna              | 32                      |
|                 |    |                                            |                                          |                                       |                       |                         |
| 2010.10.28.     | 08 | The Am-AH-zon Race                         | Rap                                      |                                       |                       |                         |
|                 |    |                                            |                                          |                                       |                       |                         |
| 2010.11.04.     | 09 | Can't Help Falling in Louvre               | Ouí figyelj!                             | DJ x Lindsay                          | Lindsay               |                         |
|                 |    |                                            |                                          |                                       |                       |                         |
| 2010.11.11.     | 10 | New Kids on the Rock                       | Tengeri kunyhó                           |                                       |                       |                         |
|                 |    |                                            |                                          |                                       |                       |                         |
| 2010.11.18.     | 11 | Jamaica Me Sweat(1)                        | Oh, én Izzy-m                            |                                       | DJ és Izzy            | 43                      |
|                 |    |                                            |                                          |                                       |                       |                         |
| 2010.11.25.     | 12 | Aftermath II: Revenge of the Telethon(2)   | Óvd a showt!; Nővér                      |                                       |                       |                         |
|                 |    |                                            |                                          |                                       |                       |                         |
| 2010.12.02.     | 13 | I See London…                              | Változó őr                               | Alejandro x Noah                      | Noah                  |                         |
|                 |    |                                            |                                          |                                       |                       |                         |
| 2010.12.09.     | 14 | Greece’s Pieces                            | Harc az aranyéremért                     | Duncan x Asszisztens                  | Asszisztens           |                         |
|                 |    |                                            |                                          |                                       |                       |                         |
| 2010.12.16.     | 15 | The Ex-Files                               | Férfifaló                                | Duncan x Tyler                        | Tyler                 | 59                      |
|                 |    |                                            |                                          |                                       |                       |                         |
| 2010.12.23.     | 16 | Picnic at Hanging Rock                     | Nyírjunk báránykát!                      | Courtney x Gwen                       | Gwen                  |                         |
|                 |    |                                            |                                          |                                       |                       |                         |
| 2010.12.30.     | 17 | Sweden Sour                                | Gwen-ről gondoskodunk                    |                                       |                       |                         |
|                 |    |                                            |                                          |                                       |                       |                         |
| 2011.01.06.     | 18 | Aftermath III: Aftermayhem                 | Her Real name isn't Blaineley            |                                       |                       |                         |
|                 |    |                                            |                                          |                                       |                       |                         |
| 2011.01.13.     | 19 | Niagara Brawls                             | Blainleysztikus                          | Sierra x Heather x Owen               | Owen                  |                         |
|                 |    |                                            |                                          |                                       |                       |                         |
| 2011.01.20.     | 20 | Chinese Fake Out                           | Kínai lecke                              | Sierra x Courtney x Blaineley         | Courtney és Blaineley |                         |
|                 |    |                                            |                                          |                                       |                       |                         |
| 2011.01.27.     | 21 | African Lying Society                      | Kelj fel!                                | Sierra x Heather x Duncan x Alejandro | Duncan (másodszor)    |                         |
|                 |    |                                            |                                          |                                       |                       |                         |
| 2011.02.03.     | 22 | Rapa-phooey!                               | Kondor                                   |                                       |                       |                         |
|                 |    |                                            |                                          |                                       |                       |                         |
| 2011.02.10.     | 23 | Awww, Drumheller(1)                        | Így ér véget a játék                     | Alejandro x Cody                      | Sierra                |                         |
|                 |    |                                            |                                          |                                       |                       |                         |
| 2011.02.17.     | 24 | Aftermath IV: Hawaiian Style(2)            | Ki érdemli a milliót?; Én nyerem meg ezt |                                       |                       |                         |
|                 |    |                                            |                                          |                                       |                       |                         |
| 2011.02.24.     | 25 | Planes, Trains, Hot Air Mobies(3)          | Én megcsinálom                           |                                       |                       |                         |
|                 |    |                                            |                                          |                                       |                       |                         |
| 2011.03.03.     | 26 | Hawaiian Punch(4)                          | Most győznöm kell!                       |                                       | Heather és Cody       | 45                      |
|                 |    |                                            |                                          |                                       |                       |                         |

## Kiesési táblázat
| Helyezés | Név és csapat | Epizódok           | Epizódok                | Epizódok                | Epizódok                | Epizódok                  | Epizódok                | Epizódok                | Epizódok                | Epizódok                | Epizódok                | Epizódok                | Epizódok                | Epizódok           | Epizódok           | Epizódok                  | Epizódok           | Epizódok           | Epizódok      | Epizódok      | Epizódok      | Epizódok      | Epizódok      | Epizódok      | Epizódok                  | Epizódok      | Epizódok                  | Epizódok             |  |
| Helyezés | Név és csapat | 1                  | 2                       | 3                       | 4                       | 5                         | 6                       | 7                       | 8                       | 9                       | 10                      | 11                      | 12                      | 13                 | 14                 | 15                        | 16                 | 17                 | 18            | 19            | 20            | 21            | 22            | 23            | 24                        | 25            | 26                        | 4. évad (mint segéd) |  |
| Helyezés | Név és csapat | Egyiptom           | Egyiptom                | Japán                   | Kanada                  | Amerikai Egyesült Államok | Kanada                  | Németország             | Peru                    | Franciaország           | Kanada                  | Jamaika                 | Kanada                  | Egyesült_Királyság | Görögország        | Amerikai Egyesült Államok | Ausztrália         | Svédország         | Kanada        | Kanada        | Kína          | Tanzánia      | Chile         | Kanada        | Amerikai Egyesült Államok | Mexikó        | Amerikai Egyesült Államok | 4. évad (mint segéd) |  |
| -------- | ------------- | ------------------ | ----------------------- | ----------------------- | ----------------------- | ------------------------- | ----------------------- | ----------------------- | ----------------------- | ----------------------- | ----------------------- | ----------------------- | ----------------------- | ------------------ | ------------------ | ------------------------- | ------------------ | ------------------ | ------------- | ------------- | ------------- | ------------- | ------------- | ------------- | ------------------------- | ------------- | ------------------------- | -------------------- |  |
| Helyezés | Név és csapat |                    |                         |                         |                         |                           |                         |                         |                         |                         |                         |                         |                         |                    |                    |                           |                    |                    |               |               |               |               |               |               |                           |               |                           |                      |  |
| 1.       | Heather       | TM                 | TM                      | TM                      | NY                      | TM                        | TM                      | TM                      | TM                      | TM                      | NY                      | TM                      | TM                      | TM                 | TM                 | TM                        | NY                 | NY                 | TM            | TM            | TM            | NY            | TM            | UT            | TM                        | TM            | 1                         | NEM                  |  |
| 2.       | Alejandro     | TM                 | TM                      | NY                      | NY                      | NY                        | TM                      | NY                      | UT                      | NY                      | TM                      | TM                      | TM                      | NY                 | NY                 | NY                        | TM                 | TM                 | TM            | UT            | TM            | TM            | NY            | TM            | TM                        | NY            | 2                         | IGEN                 |  |
| 3        | Cody          | TM                 | TM                      | NY                      | NY                      | TM                        | TM                      | NY                      | TM                      | NY                      | TM                      | TM                      | TM                      | NY                 | NY                 | NY                        | TM                 | TM                 | TM            | TM            | TM            | TM            | TM            | TM            | TM                        | TM            | 3                         | NEM                  |  |
| 4        | Sierra        | TM                 | TM                      | NY                      | NY                      | NY                        | TM                      | NY                      | TM                      | NY                      | TM                      | TM                      | TM                      | NY                 | NY                 | NY                        | TM                 | TM                 | TM            | UT            | NY            | TM            | UT            | KE            |                           |               |                           | NEM                  |  |
| 5        | Duncan        | KL                 | Visszatér a 13. részben | Visszatér a 13. részben | Visszatér a 13. részben | Visszatér a 13. részben   | Visszatér a 13. részben | Visszatér a 13. részben | Visszatér a 13. részben | Visszatér a 13. részben | Visszatér a 13. részben | Visszatér a 13. részben | Visszatér a 13. részben | TM                 | TM                 | TM                        | NY                 | NY                 | TM            | NY            | TM            | KE            |               |               |                           |               |                           | IGEN                 |  |
| 6-7.     | Blaineley     | Kezd a 19. részben | Kezd a 19. részben      | Kezd a 19. részben      | Kezd a 19. részben      | Kezd a 19. részben        | Kezd a 19. részben      | Kezd a 19. részben      | Kezd a 19. részben      | Kezd a 19. részben      | Kezd a 19. részben      | Kezd a 19. részben      | Kezd a 19. részben      | Kezd a 19. részben | Kezd a 19. részben | Kezd a 19. részben        | Kezd a 19. részben | Kezd a 19. részben | NY            | TM            | KE            |               |               |               |                           |               |                           | NEM                  |  |
| 6-7.     | Courtney      | TM                 | TM                      | NY                      | NY                      | NY                        | TM                      | NY                      | TM                      | NY                      | TM                      | TM                      | TM                      | NY                 | NY                 | NY                        | TM                 | UT                 | TM            | NY            | KE            |               |               |               |                           |               |                           | NEM                  |  |
| 8        | Owen          | TM                 | TM                      | TM                      | NY                      | TM                        | TM                      | TM                      | TM                      | TM                      | NY                      | NY                      | TM                      | TM                 | TM                 | TM                        | NY                 | NY                 | TM            | KE            |               |               |               |               |                           |               |                           | IGEN                 |  |
| 9        | Gwen          | TM                 | TM                      | NY                      | NY                      | NY                        | TM                      | NY                      | TM                      | NY                      | TM                      | TM                      | TM                      | NY                 | NY                 | NY                        | KE                 |                    |               |               |               |               |               |               |                           |               |                           | IGEN                 |  |
| 10       | Tyler         | TM                 | TM                      | TM                      | NY                      | TM                        | TM                      | TM                      | TM                      | TM                      | NY                      | NY                      | TM                      | TM                 | TM                 | KE                        |                    |                    |               |               |               |               |               |               |                           |               |                           | NEM                  |  |
| 11       | Noah          | TM                 | TM                      | TM                      | NY                      | TM                        | TM                      | TM                      | TM                      | TM                      | NY                      | NY                      | TM                      | KE                 |                    |                           |                    |                    |               |               |               |               |               |               |                           |               |                           | NEM                  |  |
| 12       | DJ            | TM                 | UT                      | UT                      | UT                      | TM                        | TM                      | UT                      | NY                      | UT                      | NY                      | KE                      |                         |                    |                    |                           |                    |                    |               |               |               |               |               |               |                           |               |                           | IGEN                 |  |
| 13       | Izzy          | TM                 | TM                      | TM                      | NY                      | TM                        | TM                      | TM                      | TM                      | TM                      | NY                      | MS                      |                         |                    |                    |                           |                    |                    |               |               |               |               |               |               |                           |               |                           | IGEN                 |  |
| 14       | Lindsay       | TM                 | TM                      | TM                      | TM                      | TM                        | TM                      | TM                      | NY                      | KE                      |                         |                         |                         |                    |                    |                           |                    |                    |               |               |               |               |               |               |                           |               |                           | IGEN                 |  |
| 15       | LeShawna      | TM                 | TM                      | TM                      | TM                      | TM                        | TM                      | KE                      |                         |                         |                         |                         |                         |                    |                    |                           |                    |                    |               |               |               |               |               |               |                           |               |                           | NEM                  |  |
| 16       | Bridgette     | TM                 | TM                      | TM                      | KE                      |                           |                         |                         |                         |                         |                         |                         |                         |                    |                    |                           |                    |                    |               |               |               |               |               |               |                           |               |                           | IGEN                 |  |
| 17       | Harold        | NY                 | TM                      | KL                      |                         |                           |                         |                         |                         |                         |                         |                         |                         |                    |                    |                           |                    |                    |               |               |               |               |               |               |                           |               |                           | NEM                  |  |
| 18       | Ezekiel       | TM                 | KE                      |                         |                         |                           |                         |                         |                         |                         |                         |                         |                         |                    |                    |                           |                    |                    |               |               |               |               |               |               |                           |               |                           | IGEN                 |  |
| X        | Eva           | TDV Utórengés      | TDV Utórengés           | TDV Utórengés           | TDV Utórengés           | TDV Utórengés             | TDV Utórengés           | TDV Utórengés           | TDV Utórengés           | TDV Utórengés           | TDV Utórengés           | TDV Utórengés           | TDV Utórengés           | TDV Utórengés      | TDV Utórengés      | TDV Utórengés             | TDV Utórengés      | TDV Utórengés      | TDV Utórengés | TDV Utórengés | TDV Utórengés | TDV Utórengés | TDV Utórengés | TDV Utórengés | TDV Utórengés             | TDV Utórengés | TDV Utórengés             | NEM                  |  |
| X        | Geoff         | TDV Utórengés      | TDV Utórengés           | TDV Utórengés           | TDV Utórengés           | TDV Utórengés             | TDV Utórengés           | TDV Utórengés           | TDV Utórengés           | TDV Utórengés           | TDV Utórengés           | TDV Utórengés           | TDV Utórengés           | TDV Utórengés      | TDV Utórengés      | TDV Utórengés             | TDV Utórengés      | TDV Utórengés      | TDV Utórengés | TDV Utórengés | TDV Utórengés | TDV Utórengés | TDV Utórengés | TDV Utórengés | TDV Utórengés             | TDV Utórengés | TDV Utórengés             | NEM                  |  |
| X        | Katie         | TDV Utórengés      | TDV Utórengés           | TDV Utórengés           | TDV Utórengés           | TDV Utórengés             | TDV Utórengés           | TDV Utórengés           | TDV Utórengés           | TDV Utórengés           | TDV Utórengés           | TDV Utórengés           | TDV Utórengés           | TDV Utórengés      | TDV Utórengés      | TDV Utórengés             | TDV Utórengés      | TDV Utórengés      | TDV Utórengés | TDV Utórengés | TDV Utórengés | TDV Utórengés | TDV Utórengés | TDV Utórengés | TDV Utórengés             | TDV Utórengés | TDV Utórengés             | NEM                  |  |
| X        | Justin        | TDV Utórengés      | TDV Utórengés           | TDV Utórengés           | TDV Utórengés           | TDV Utórengés             | TDV Utórengés           | TDV Utórengés           | TDV Utórengés           | TDV Utórengés           | TDV Utórengés           | TDV Utórengés           | TDV Utórengés           | TDV Utórengés      | TDV Utórengés      | TDV Utórengés             | TDV Utórengés      | TDV Utórengés      | TDV Utórengés | TDV Utórengés | TDV Utórengés | TDV Utórengés | TDV Utórengés | TDV Utórengés | TDV Utórengés             | TDV Utórengés | TDV Utórengés             | NEM                  |  |
| X        | Sadie         | TDV Utórengés      | TDV Utórengés           | TDV Utórengés           | TDV Utórengés           | TDV Utórengés             | TDV Utórengés           | TDV Utórengés           | TDV Utórengés           | TDV Utórengés           | TDV Utórengés           | TDV Utórengés           | TDV Utórengés           | TDV Utórengés      | TDV Utórengés      | TDV Utórengés             | TDV Utórengés      | TDV Utórengés      | TDV Utórengés | TDV Utórengés | TDV Utórengés | TDV Utórengés | TDV Utórengés | TDV Utórengés | TDV Utórengés             | TDV Utórengés | TDV Utórengés             | NEM                  |  |
| X        | Trent         | TDV Utórengés      | TDV Utórengés           | TDV Utórengés           | TDV Utórengés           | TDV Utórengés             | TDV Utórengés           | TDV Utórengés           | TDV Utórengés           | TDV Utórengés           | TDV Utórengés           | TDV Utórengés           | TDV Utórengés           | TDV Utórengés      | TDV Utórengés      | TDV Utórengés             | TDV Utórengés      | TDV Utórengés      | TDV Utórengés | TDV Utórengés | TDV Utórengés | TDV Utórengés | TDV Utórengés | TDV Utórengés | TDV Utórengés             | TDV Utórengés | TDV Utórengés             | NEM                  |  |
| X        | Beth          | TDV Utórengés      | TDV Utórengés           | TDV Utórengés           | TDV Utórengés           | TDV Utórengés             | TDV Utórengés           | TDV Utórengés           | TDV Utórengés           | TDV Utórengés           | TDV Utórengés           | TDV Utórengés           | TDV Utórengés           | TDV Utórengés      | TDV Utórengés      | TDV Utórengés             | TDV Utórengés      | TDV Utórengés      | TDV Utórengés | TDV Utórengés | TDV Utórengés | TDV Utórengés | TDV Utórengés | TDV Utórengés | TDV Utórengés             | TDV Utórengés | TDV Utórengés             | NEM                  |  |

### Jelmagyarázat
TM - továbbmegy
     NY - a csapata általa nyeri meg a próbát, vagy egy olyan próbát nyer meg, ahol még/már nincsenek csapatok
     NY - a csapata megnyeri a próbát
     UT - ő kapja az utolsó csomag mogyorót
     KE - kiesik
     KL - kilép a versenyből
     MS - súlyosan megsérül, ezért nem folytathatja a versenyt
     1. - megnyeri a versenyt
     2. - a döntőben második helyezést ér el
     3. - a döntőben harmadik helyezést ér el
¹Heather nyeri a versenyt, de a fődíj Ezekielé lesz.

## Nemzetközi sugárzás
| Ország                                                          | Évad    | Epizódok | Első vetítés | Utolsó vetítés |
| --------------------------------------------------------------- | ------- | -------- | ------------ | -------------- |
| CAN                                                             | 3. évad | 26       | 2010.06.10.  | 2011.04.24.    |
| USA                                                             | 3. évad | 26       | 2010.06.21.  | 2011.11.15.    |
| HUN · POL · ROM                                                 | 3. évad | 26       | 2010.09.09.  | 2011.03.03.    |
| DEN · SWE · NOR                                                 | 3. évad | 26       | 2010.09.09.  | 2011.03.17.    |
| VEN · BRA · Dominikai Köztársaság · ARG · MEX · PER · CHI · COL | 3. évad | 26       | 2011.02.06.  | 2011.07.30.    |
| ITA                                                             | 3. évad | 26       | 2011.03.27.  | 2011.06.14.    |
| CZE · FIN · SVK · GER · AUT · SWI                               | 3. évad | 26       | TBA          | TBA            |